# Kroatien-Slowenien
Kroatien-Slowenien (vorher: Zagreb-Ljubljana oder Ljubljana-Zagreb, englisch Croatia-Slovenia) ist ein Straßenradrennen, das zwischen der kroatischen Hauptstadt Zagreb und slowenischen Hauptstadt Ljubljana stattfindet. Die beiden Länder wechselten sich bis 2012 mit dem Start und Ziel des Radrennens jährlich ab. 2013 präsentierte die Organisatoren eine neue Route, die von Zagreb nach Novo mesto führte und die bis heute Bestand hat. Dadurch hat das Rennen eine Länge von etwa 180 km.
Erstmals ausgetragen wurde das Rennen 2008. 2013 erhielt es den heutigen Namen. Das Radrennen ist Teil der UCI Europe Tour und ist dort in der Kategorie 1.2 eingestuft worden.
Die Rekordsieger des Rennens ist der Slowene Marko Kump, der drei Austragungen für sich entscheiden konnte.

## Sieger
| Jahr | Sieger         | Zweiter           | Dritter           |
| ---- | -------------- | ----------------- | ----------------- |
| 2008 | Robert Vrečer  | Matija Kvasina    | Marco Ghiselli    |
| 2009 | Robert Vrečer  | Hrvoje Miholjević | Kristjan Fajt     |
| 2010 | Matej Mugerli  | Josef Benetseder  | Marko Kump        |
| 2011 | Kristjan Fajt  | Reto Hollenstein  | Jakub Kratochvíla |
| 2012 | Marko Kump     | Matej Mugerli     | Luka Mezgec       |
| 2013 | Riccardo Zoidl | Dominik Hrinkow   | Klemen Štimulak   |
| 2014 | Primož Roglič  | David Wöhrer      | Matej Marin       |
| 2015 | Marko Kump     | Filippo Fortin    | Mattia Gavazzi    |
| 2016 | Jannik Steimle | Patrick Schelling | Žiga Grošelj      |
| 2017 | Dušan Rajović  | Luka Čotar        | Žiga Jerman       |
| 2018 | Dušan Rajović  | Michael Kukrle    | Filippo Fortin    |
| 2019 | Marko Kump     | Rok Korošec       | Tilen Finkšt      |